# Hanayama Eiji
Eiji Hanayama (sinh ngày 21 tháng 8 năm 1977) là một cầu thủ bóng đá người Nhật Bản.

## Sự nghiệp câu lạc bộ
Eiji Hanayama đã từng chơi cho Urawa Reds, Gamba Osaka, Vegalta Sendai và Tochigi SC.